# Kayes, Congo
Kayes este un oraș din Republica Congo.